# 大島 (江東區)
大島（日语：／ Ōjima */?）是東京都江東區的地名。郵遞區號為136-0072。

## 地理
東京都江東區東北部，屬城東地域內。北鄰龜戶，東接江戶川區小松川，南連北砂與東砂，西通毛利、住吉與猿江。町域北邊有豎川，東邊有舊中川，南邊有小名木川，西邊有橫十間川。
地區西部有總武線龜戶站延伸的貨物専用鐵道線通過。

## 歷史
- 1889年（明治22年）：大島村大字大島｡
- 1900年（明治33年）：大島町大字大島｡
- 1915年（大正4年）：大島町一～八丁目｡
- 1932年（昭和7年）：屬城東區｡
- 1965年（昭和40年）：實施新住居表示，重編為現行的大島一～九丁目。

### 地名由來
正保年間（1644年-1647年），海岸的濕地開發為村落，約250年前的「元祿圖」中首次出現地名。因當時是比較的大的島而稱作「大島」。
弘化4年（1847年）改版的「江戶町鑑」中記為「大ジマ」，特別強調此地讀音，與深川獵師町之一的大島町區別。1965年（昭和40年）實施住居表示，沿用「おおじま」的讀音。

## 交通

### 鐵路
- 都營地下鐵新宿線：西大島站 / 大島站 / 東大島站

大島九丁目的東大島站附近有都營地下鐵新宿線的車輛基地：大島車輛檢修場。

### 巴士
都營巴士行走東西向的新大橋通，南北向的明治通、丸八通、番所橋通。
東大島站前（大島口）與東大島站入口
- 錦28系統：北砂五丁目團地、江東公會堂、錦糸町站方向
- 門21系統：舊葛西橋、東陽町站、門前仲町方向
- 龜24系統：大島站、西大島站、龜戶站方向
- 草24系統：龜戶站、淺草壽町方向
- FL01系統：水神森、錦糸町站方向/船堀站、葛西站方向（僅周六、假日）

大島站
- 龜21系統：舊葛西橋、東陽町站方向/龜戶站方向
- 龜24系統
- 草24系統

西大島站
- 都07系統：境川、東陽町站、門前仲町方向/錦糸町站方向
- 兩28系統：錦糸町站、兩國站方向/境川、葛西橋方向
- 龜29系統：龜戶站方向/舊葛西橋、西葛西站、渚新城方向
- 錦18系統：境川、新木場站方向/錦糸町站方向（僅平日）
- 急行05系統：新木場站、日本科學未來館方向/錦糸町站方向（僅周六、假日）
- 龜23系統：北砂五丁目團地、南砂町站、江東高齡者醫療中心方面/龜戶站方向
- 龜24系統
- 草24系統
- 錦28系統

### 道路、橋梁
道路
- 首都高速7號小松川線
- 東京都道、千葉縣道50號東京市川線（新大橋通）
- 東京都道306號王子千住南砂町線（明治通）
- 東京都道476號南砂町吾嬬町線（丸八通）
- 東京都道477號龜戶葛西橋線

橋梁
- 豎川
  - 龜島橋
  - 五之橋
  - 昭和橋
  - 豎川大橋
  - 中之橋
  - 新六之橋
- 舊中川
  - 虹之大橋
  - 紅葉大橋
  - 櫻大橋
  - 船堀橋
  - 中川大橋
- 小名木川
  - 小名木川四葉草橋
  - 進開橋
  - 丸八橋
  - 鹽之道橋
  - 番所橋
- 橫十間川
  - 清水橋
  - 本村橋
  - 大島橋
  - 四葉草橋

## 設施
行政
- 江東區役所大島出張所
- 江東區福祉事務所
- 城東圖書館
- 東大島圖書館
- 江東區總合區民中心

教育
- 東京都立城東高等學校
- 東京都立科學技術高等學校
- 江東區立大島西中學校
- 江東區立大島中學校
- 江東區立第一大島小學校
- 江東區立第二大島小學校
- 江東區立第三大島小學校
- 江東區立第四大島小學校
- 江東區立第五大島小學校
- 江東區立大島南央小學校
- 江東區立第二大島中學校
- 東京都立大塚聾學校江東分教室

公園
- 大島小松川公園

## 備註
1. ↑  江東区の世帯と人口（住民基本台帳による） 区民部区民課 平成25年8月1日現在[永久]
2. ↑  江東區の地名由来-江東區地域振興部文化観光課文化財係 （页面存档备份，存于），2012年5月30日閲覧。
3. ↑  .   [2008年1月9日]. （原始内容存档于2013年7月19日）.

## 外部連結
- 江東區官方網站（页面存档备份，存于）